# Melanagromyza mirandensis
Melanagromyza mirandensis är en tvåvingeart som beskrevs av Spencer 1973. Melanagromyza mirandensis ingår i släktet Melanagromyza och familjen minerarflugor.
Artens utbredningsområde är Venezuela. Inga underarter finns listade i Catalogue of Life.